# Cantó de Danjoutin
El cantó de Danjoutin és un cantó francès del departament del Territori de Belfort, situat al districte de Belfort. Té 12 municipis i el cap és Danjoutin.

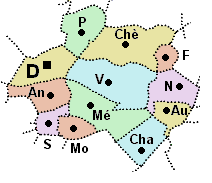
Municipis del Cantó de Danjoutin

## Municipis
- Andelnans (An)
- Autrechêne (Au)
- Charmois (Cha)
- Chèvremont (Chè)
- Danjoutin (D)
- Fontenelle (F)
- Meroux (Mé)
- Moval (Mo)
- Novillard (N)
- Pérouse (P)
- Sevenans (S)
- Vézelois (V)

## Història
| Data d'elecció                           | Identitat        | Partit           | Qualitat |
| ---------------------------------------- | ---------------- | ---------------- | -------- |
| 1962-1973                                | Marcel Cheval    | MRP, després CD  |          |
| 1973-1979                                | M. Gasser        | UDR, després RPR |          |
| 1979-1985                                | Odile Chevillot  | PS               |          |
| 1985-1998                                | Jean Rosselot    | RPR              |          |
| 1998-2011                                | Sylvianne Fleury | PS               |          |
| 2011-                                    | Daniel Feurtey   | EELV             |          |
| les dades anteriors no són pas conegudes |                  |                  |          |
|                                          |                  |                  |          |